# 屋比久大屋子
屋比久大屋子（やびくおおやく）は、琉球王国、第一尚氏王統第7代尚徳王の第三王子であり雍氏目取真家、明氏亀谷家の祖とされる。両家は祖に対し三男（東風平親雲上興長）、四男（天久大屋子）の関係である。那覇市識名、尚徳王御陵跡には両家の刻銘が施されている。
首里王府でのクーデター時には、使臣とともに佐敷間切新里へ身を隠したとされる。
NHK BS時代劇、テンペスト主人公孫寧温(仲間由紀恵)は、第一尚氏の末裔で尚徳王直系にあたる黄金子(四男)の流れを汲んでいるという設定になっている。劇中には喜舎場朝薫(塚本高史)が系図を用いて関係を証明するシーンがあり、屋比久大屋子(三男)の名も載っている。時代考証を担当した歴史研究家は「王代記」『中山世譜』を基に構成したと説明していて、系図自体は史実に則したものとなっている。尚、原作には無い設定となっている。